# Білоруська (станція метро, Замоскворіцька лінія)
55°46′37″ пн. ш. 37°35′02″ сх. д. / 55.77694° пн. ш. 37.58389° сх. д.
«Білоруська» (рос. Белорусская) — станція Замоскворіцької лінії Московського метрополітену. Розташована під площею Тверська Застава між станціями «Динамо» і «Маяковська», на території Тверського району Центрального адміністративного округу Москви.
Станція відкрита 11 вересня 1938. Названа по Білоруському вокзалу, в будівлю якого вбудований єдиний вихід станції. Має перехід на станцію «Білоруська» Кільцевої лінії.

## Технічна характеристика
Конструкція станції — пілонна трисклепінна (глибина закладення — 34 м). Побудована за типовим проектом. Оправлена чавунними тюбінгами. Довжина платформи — 155 м. Діаметр центрального залу — 9,5 м, бокових — 8,5 м.

## Перехід на Кільцеву лінію
З центру залу можна здійснити пересадку на станцію «Білоруська» Кільцевої лінії (перехід відкрито у 1952 році). Перехід обладнано тристрічковими ескалатором типу ЕТ25 з балюстрадами з нержавіючої сталі. У торці верхнього аванзалу переходу розташована монументальна скульптурна група «Білоруські партизани». Там же встановлені вісім оригінальних торшерів, оздоблених мармуром і кам'яною мозаїкою. Підлога переходу покрита червоним і чорним гранітом, стіни оздоблені мармуром.
В оздобленні арок переходу використана флорентійська мозаїка на теми білоруського національного орнаменту.

## Пересадки
- На метростанцію  Білоруська
- На потяги станції Москва-Пасажирська-Смоленська
- На потяги  МЦД 1 та  МЦД-4
- Автобуси: 12, 27, 82, 84, 101, 116, 382, 456, 904, 904к, 905, м1, т18, т20, т54, т56, т70, т78, т82, н1, н12;
- Трамваї: 7, 9

## Колійний розвиток

Схема колійного розвитку станції Білоруська

Станція з колійним розвитком — 6 стрілочних переводів, перехресний з'їзд і 2 станційні колії для обороту та відстою рухомого складу.
За станцією розташовані оборотні тупики, використовувані для нічного відстою і технічного обслуговування потягів. Перегін між станціями «Білоруська» і «Динамо» використовують для випробування потягів, оскільки він прямий, і на ньому дозволена максимальна швидкість 100 км/год.

## Архітектура та оздоблення

### Вестибюль
Станція метро «Білоруська» має один наземний вестибюль, вбудований в північно-східне крило Білоруського вокзалу. Зовні вестибюль оздоблено чорним гранітом. Приміщення вестибуля розділене на два зали колонадою і турнікетами. Парні колони покриті білим мармуром. Оздоблення була проведена з доданням фустам колон ентазису.
У першому залі розташовані каси та два входи. Основний вхід на станцію розташований з боку площі Тверська Застава. Станція має і другий вхід з боку Ленінградського проспекту — невеликий місток з'єднує Тверський шляхопровід з дверима на другому поверсі вокзальної будівлі, звідки сходи ведуть в касовий зал. Стіни касового залу оздоблені сірим мармуром «уфалей».
У другому залі розташовані ескалатор і вихід на площу Тверська Застава. Стіни ескалаторного залу оздоблені біробіджанським мармуром темно-рожевого кольору з фіолетовими прожилками. У стіні є пам'ятний напис, що повідомляє дату відкриття станції.
Конструкція сполучення ескалатора з вестибюлем є оригінальною для довоєнних станцій. Для ескалатора в підлозі станції був пророблений еліптичний отвір, обгороджений невеликим бар'єром. Завдяки цьому при підйомі на ескалаторі пасажирам відкривається широкий вид вестибуля. Згодом такий прийом отримав широке поширення в Московському метрополітені. Тристрічковий ескалатор моделі ЕТ-3М має висоту 30,6 м, що з'єднує вестибюль із північним торцем станції.

### Станція
В оздоблені станційного залу застосовувався мармур трьох різних сортів. Варіюючи відтінки мармуру, архітектори намагалися зменшити відчуття «підземки» і домогтися того, щоб пасажири відчували себе як у підземному палаці. Нави станції відокремлені один від одного, і головне об'ємно-просторове значення набуває центральний зал. Щоб візуально полегшити важку конструкцію станції, в пілонах з боку центрального залу були влаштовані ніші, в кожній з яких встановлений світильник на бронзовому торшері.
Пілони з боку центрального залу оздоблені рожевим біробіджанським мармуром. Проходи між пілонами оздоблені мармуром «давалу». Верхні частини пілонів прикрашає ліпнина, виконана на тему білоруських національних орнаментів.
Півовальні ніші центрального залу оздоблені оніксом різних відтінків. Якщо в нижній частині ніш плити онікс має темний тон і різкий малюнок жилок, то у верхній ряд плиток має малюнок світліший і спокійніший. Кожен вертикальний ряд оздоблення обрамлений бронзовим штапиком, щоб підкреслити фактуру оніксу.
Спочатку підлогу центрального залу було покрито мармуровою мозаїкою з багатим візерунком. На початок ХХІ сторіччя підлогу станції викладено в шаховому порядку плитами сірого граніту і чорного діабазу.
Колійні стіни, спочатку оздоблені блакитною глазурованою плиткою, на початок ХХІ сторіччя покриті білим мармуром, в нижній частині — чорним мармуром. Станція освітлюється підвісними люстрами центрального і бічних залів, а також бронзовими торшерами в нішах пілонів центрального залу.

## Ресурси Інтернету
- Білоруська (Замоскворіцька лінія). на офіційному сайті Московського метрополітену. Архів оригіналу за 25 січня 2012. Процитовано 24 листопада 2013. (рос.)
- «Білоруська-радіальна» на сайті Артемія Лебєдєва metro.ru [Архівовано 2 січня 2014 у Wayback Machine.] (рос.)
- «Білоруська-радіальна» в програмі «Подземка» на Радіо801 (рос.)
- «Білоруська-радіальна» на news.metro.ru [Архівовано 2 січня 2014 у Wayback Machine.] (рос.)
- План-схема станції
- «Білоруська-радіальна» на KartaMetro.info — Міський транспорт, виходи в місто і схема станції на супутниковій карті Москви.
- «Білоруська-радіальна» на Яндекс. Картах